# Atmosfear
Atmosfear (i kommersiellt bruk utskrivet AtmosFear) är en åkattraktion av typen fritt fall, i nöjesparken Liseberg i Göteborg. Med ett fall från 146 meters höjd över havet är åkattraktionen Europas högsta fritt fall. Åkattraktionen invigdes i april 2011.

## Tornet
Tornet byggdes 1990 och fungerade då som ett utsiktstorn med namnet Lisebergstornet. Ombyggnationen till Atmosfear påbörjades den 31 maj 2010 och utfördes av företaget Intamin AG. Atmosfear stod klar vid premiären i april 2011 efter att ha kostat cirka 50 miljoner kronor. Inför premiären hann man dock inte måla om tornet till dess nya ljusblågrå färg.
Inne i tornet finns en motvikt till gondolen och catchcaren. När tornet fungerade som ett utsiktstorn vägde motvikten 52 ton, men vikten har reducerats något i samband med att tornet byggts om till Atmosfear.

## Historia
Läs mer under rubriken historia på sidan Lisebergstornet.

## Åkattraktionen

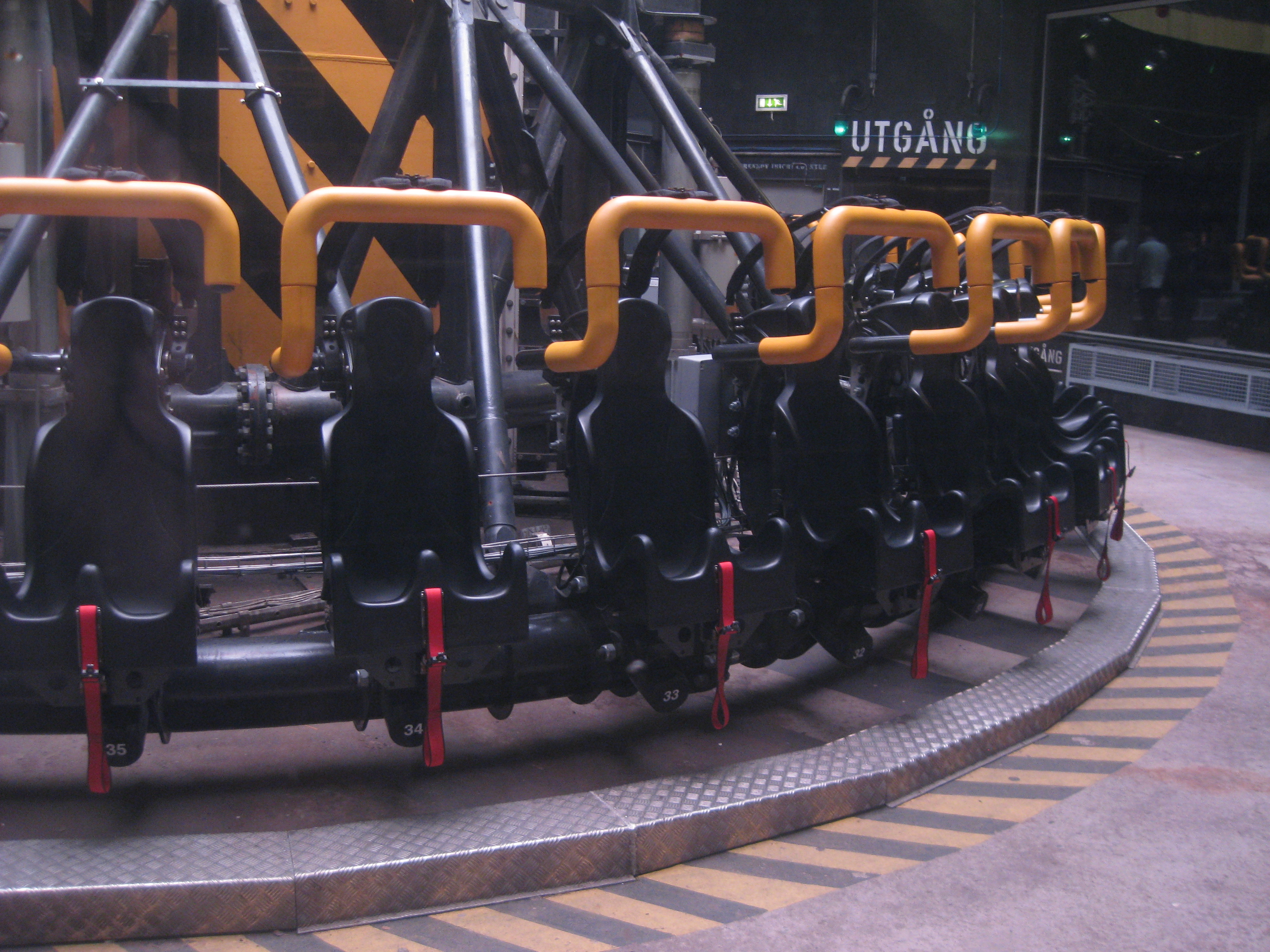
Atmosfears säten.

Färden startar i tornbyggnadens källare där åkarna får sätta sig i en gondol som omsluter tornet. Gondolen har plats för 36 personer. En så kallad "catchcar" lyfter upp gondolen till toppen, vilket tar cirka 100 sekunder. Catchcaren släpper sedan taget om gondolen som då faller fritt ungefär 90 meter med en topphastighet på omkring 110 km/h, något som tar cirka tre sekunder. Vid inbromsningen, som sker med hjälp av magnetbroms, utsätts åkarna för som mest 4 G. Efter åkturen sänks catchcaren ner med hjälp av vajrar och greppar tag i gondolen, för att hissa upp den igen vid nästa åktur.